# Tesla Gigafactory 2
Die Tesla Gigafactory 2 ist eine Photovoltaikfabrik, die von der Tesla-Tochter SolarCity in Buffalo, New York, gemietet wird. Die Fabrik, die dem Staat New York gehört, wurde auf einer sanierten Brachfläche eines ehemaligen Stahlwerks errichtet. Der Bau der Fabrik begann 2014 und wurde 2016–2017 abgeschlossen.
Ursprünglich, im Jahr 2013, war der Standort der Gigafactory 2 als Clean Energy Business Incubation Center geplant. SolarCity erwarb im Jahre 2014 Silevo Inc. Im Jahre 2016 übernahm Elon Musk für Tesla für 5,2 Milliarden Dollar das Unternehmen seiner Cousins samt aller Schulden. 
Gemeinsam mit Panasonic begann die Fabrik im Sommer 2017 mit der limitierten Montage von Photovoltaikmodulen unter Verwendung importierter japanischer PV-Zellen.
Nach der Inbetriebnahme der Gigafactory 1 bei Reno, Nevada im Jahr 2016 nannte Tesla die Fabrik von SolarCity Gigafactory 2. Eine dritte Gigafactory entstand in Shanghai, China. Die Vierte, Gigafactory Berlin-Brandenburg, steht in Grünheide, Deutschland. Nummer 5 folgte kurz darauf in Austin, Texas.

## Geschichte

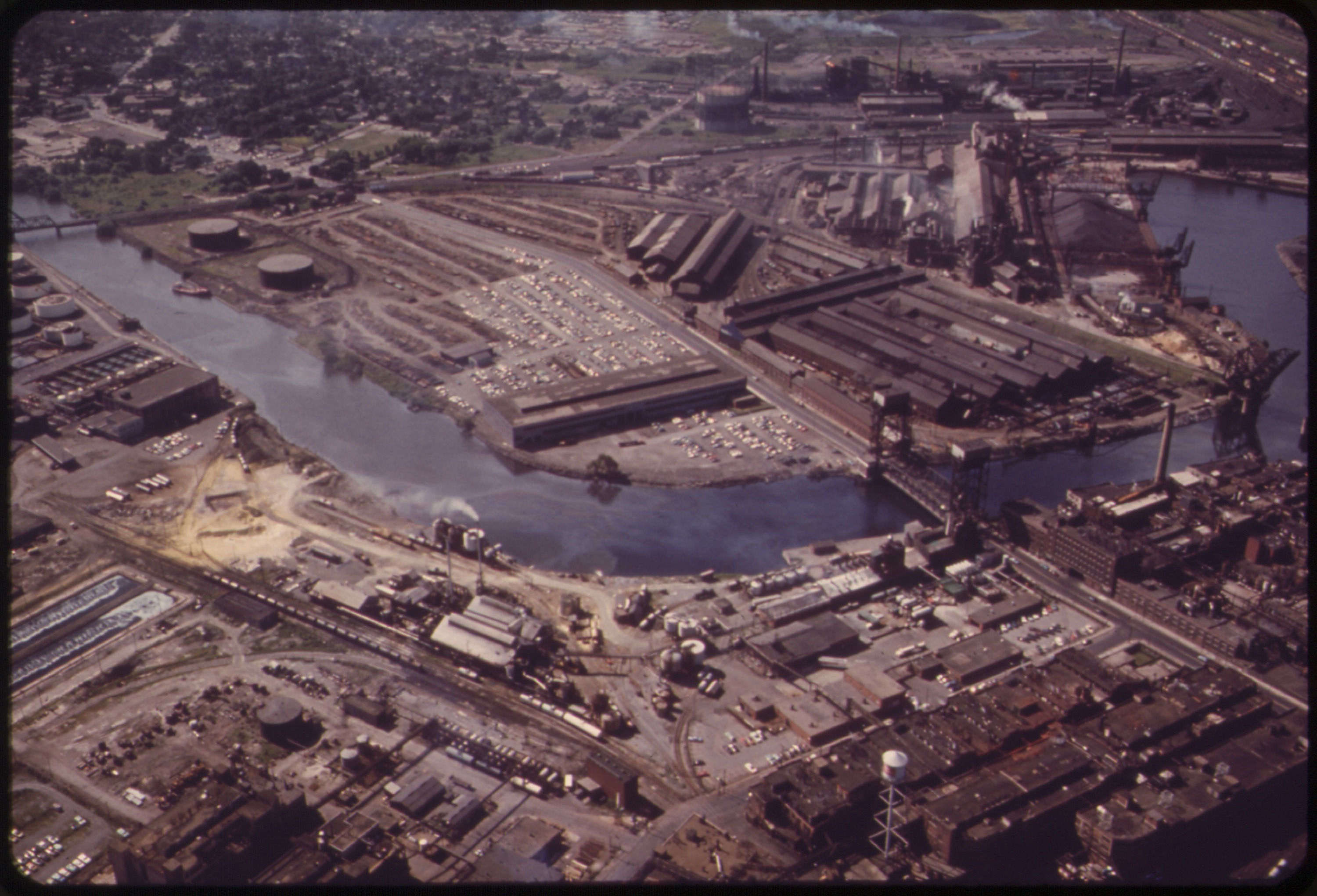
Das große Stahlwerk der Republic Steel, das vor Tesla den Standort besetzt hatte (Bild aus dem Jahr 1973)

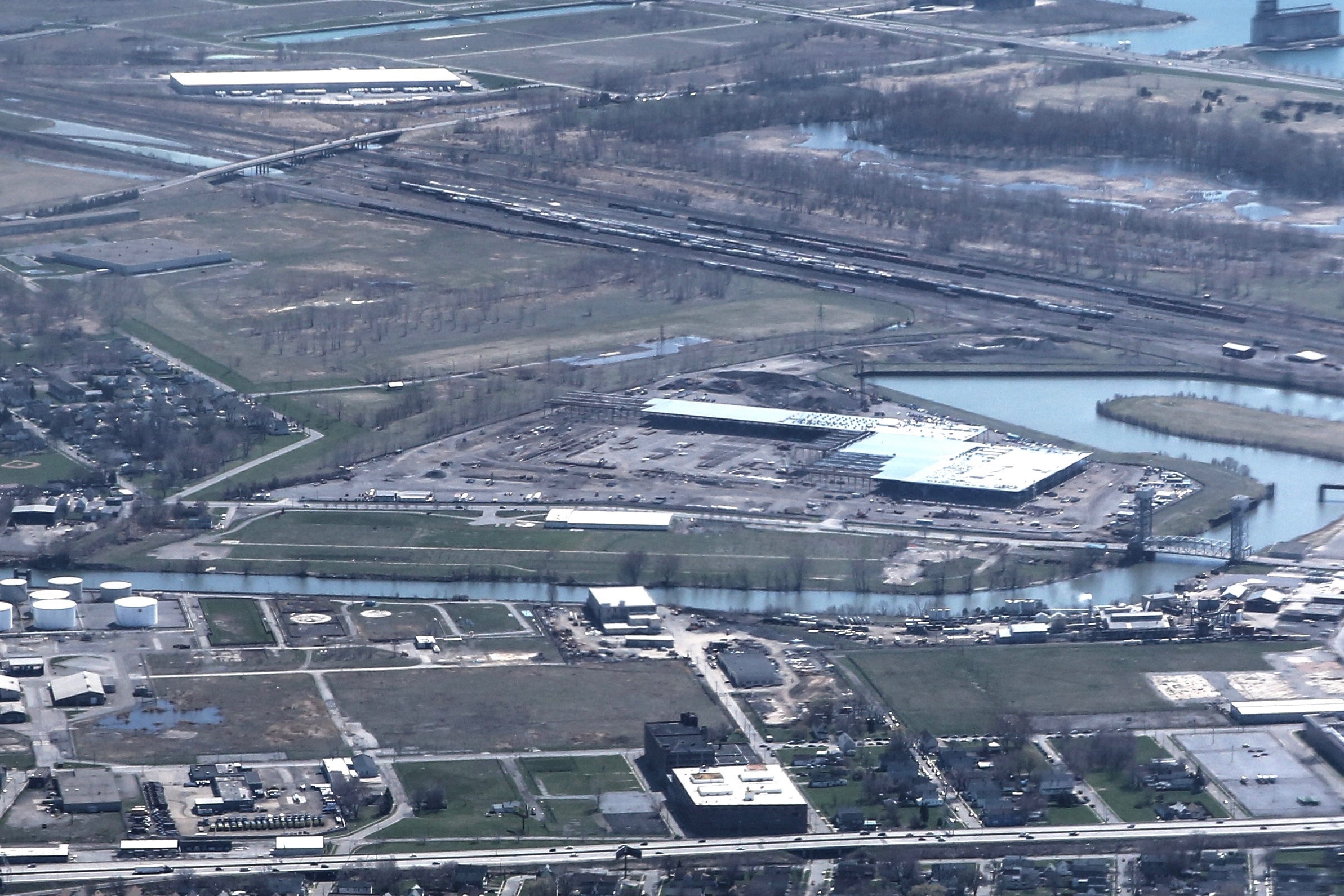
Gigafactory im Bau im Jahr 2015

### Hintergrund
Republic Steel und Donner Hanna Coke betrieben vom frühen 20. Jahrhundert bis 1984 ein großes Stahlwerk am Buffalo River auf dem 88 Hektar großen Standort South Buffalo. Als Reaktion auf den regionalen Produktionsrückgang im Zusammenhang mit der Deindustrialisierung des „Rostgürtels“ schuf der Staat New York ein Konjunkturpaket, das später als „Buffalo Billion“ bezeichnet wurde und von Gouverneur Andrew Cuomo während seiner Staatsansprache 2012 vorgestellt wurde. Dieses Paket beinhaltete eine Rückstellung in Höhe von 1 Milliarde Dollar für unmarkierte Wirtschaftsinvestitionen in der Region Buffalo.
Am 21. November 2013 kehrte Cuomo nach Buffalo zurück, um den Buffalo High-Tech Manufacturing Hub in Riverbend anzukündigen. Das brachliegende Gelände der Republic Steel sollte ein Inkubatorzentrum für saubere Energie werden. 225 Millionen US-Dollar sollte der Buffalo Billion Fonds bereitstellen. Die zwei Mieter waren der Leuchtenhersteller SORAA und der Solarpaneelhersteller Silevo, Inc., der 475 Arbeitsplätze versprach. 
Die Entwicklung wird von der SUNY Colleges of Nanoscale Science and Engineering, heute dem SUNY Polytechnic Institut, geleitet.
SolarCity erwarb Silevo Inc. am 17. Juni 2014 für 200 Millionen US-Dollar und kündigte die Einstellung von 3000 Arbeitsplätzen in Buffalo sowie 5000 landesweit an. Der Umsatz sollte 5 Milliarden Dollar erreichen. 
Die Fabrik umfasst 1,2 Millionen Quadratmeter. Infolgedessen erhöhte der Staat die angebotenen Anreize auf 750 Millionen Dollar.

### Konstruktion und Produktion
Ab August 2017 wurde in der Fabrik mit der Produktion von Dachziegeln für das Tesla-Solardach begonnen, zusammen mit traditionellen Solarmodulen.
2016 vereinbarten Tesla und Panasonic eine langfristige Abnahme der Zellen, doch erwarb Tesla nur wenige Solarzellen von Panasonic. Die Zahl der Solar-Roof-Installationen sank durch Verzögerungen bei der Produktion und den Stellenabbau im Vertrieb. Die meisten Zellen kaufen ausländische Unternehmen. Panasonic deckt den Bedarf ausländischer Abnehmer nach Solarzellen aus den USA mit der Gigafactory 2 ab, da die Regierung unter US-Präsident Trump Einfuhrzölle auf Solarmodule einführte. Das macht die Zellen aus Buffalo attraktiv für Modulhersteller im Ausland.

## Grundprinzip
Panasonic fertigte bereits seit 30 Jahren Solarmodule. SolarCity wollte den Herstellungsprozess von Silevo Inc. nutzen und damit die hohen Schulden von Solarcity reduzieren. Silevo kooperierte im Hinterland von New York mit Colleges und Universitäten wie SUNY Poly und dem Erie Community College, wobei letztere Halbleiter- und Nanotechnologieprogramme speziell für die Gigafactory anbieten. Die Anlage nutzt auch steuerliche Anreize und Mietflächen des Staates New York.
Panasonics HIT-Solarzellen bieten einen hohen Wirkungsgrad – zu einem recht hohen Herstellungspreis. Daher enthält das im Herbst 2019 eingeführte Solardach Zellen von Changzhou Almaden Co. in Changzhou, China. Tesla-CEO Elon Musk kündigte im Oktober 2019 an: „Tesla rechnet damit, in wenigen Monaten etwa 1000 Solardächer pro Woche in Buffalo herzustellen. […] Das werden wir exponentiell steigern. Es könnte sich jeden Monat verdoppeln. Das alles wird in der Giga New York, unserer Fabrik in Buffalo, produziert. […] Es ist wirklich in erster Linie nur für das Solardach. Darauf wird sich unsere Fabrik in Buffalo konzentrieren.“ Im Februar 2020 dagegen beendeten Panasonic und Tesla ihre Zusammenarbeit bei der Fertigung von Solarmodulen.

## Geschäftstätigkeit
Seit August 2017 montiert die Fabrik Module für Photovoltaikanlagen. Die Produktion von Solarschindeln und -kacheln für das Tesla Solardach hatte zu diesem Zeitpunkt begonnen. Tesla gab bekannt, dass es in den ersten Monaten des Jahres 2018 mit der Installation des Tesla Solar Daches bei gewerblichen Kunden beginnen wird.
Die Anzahl der von Tesla installierten Solardachsysteme blieb unter den Erwartungen: 21  Systeme waren laut Angaben von Reuters insgesamt bis Februar 2019 in Kalifornien installiert, einige weitere kommen im Nordosten der USA hinzu.
Laut Teslas Q1-Update brachen die Solarumsätze im ersten Quartal 2019 um 36 % vierteljährlich und um 38 % im Jahresvergleich ein. Im April 2019 verbilligte Tesla daher die Solarmodule um bis zu 38 % unter dem US-Durchschnitt.
Im Juni 2020 stornierte Tesla Bestellungen in Oregon und Michigan, da sich das „Haus nicht in unserem derzeit geplanten Servicegebiet befindet. Die Distanz von unserem nächstgelegenen Lager würde es uns erschweren, Ihnen den qualitativ hochwertigen Service zu bieten, den unsere Kunden verdienen. Daher können wir Ihr Projekt nicht fortsetzen.“

## Kontroversen
Das Projekt sah sich mehreren Kontroversen und rechtlichen Schritten ausgesetzt, die sich auf überhöhte Jobversprechen, Kostenüberschreitungen, Bauverzögerungen, Angebotsfehler und die finanzielle Gesundheit von SolarCity und Tesla bezogen. Ende 2019 meldete die Zeitung „The Buffalo News“, dass Tesla etwa 800 Menschen in Buffalo beschäftigt. Im April 2020 sollten es 1460 sein, sonst droht Tesla eine Strafe von 41.300.000 $, da der Bundesstaat Staat New York eine Milliarde US-Dollar an Steuergeld für den Bau der Fabrik ausgab.